# Ногера-де-Альбаррасін
Ногера-де-Альбаррасін (ісп. Noguera de Albarracín) — муніципалітет в Іспанії, у складі автономної спільноти Арагон, у провінції Теруель. Населення — 134 особи (2010).
Муніципалітет розташований на відстані близько 180 км на схід від Мадрида, 43 км на захід від міста Теруель.

## Демографія
Динаміка населення (INE ):

## Галерея зображень

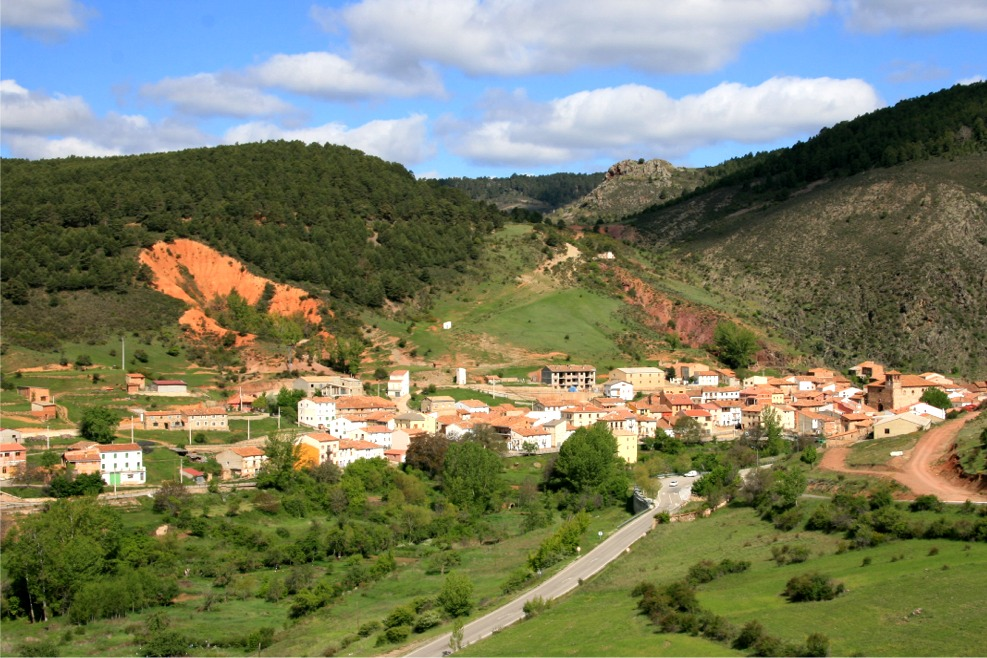
Ногера-де-Альбаррасін
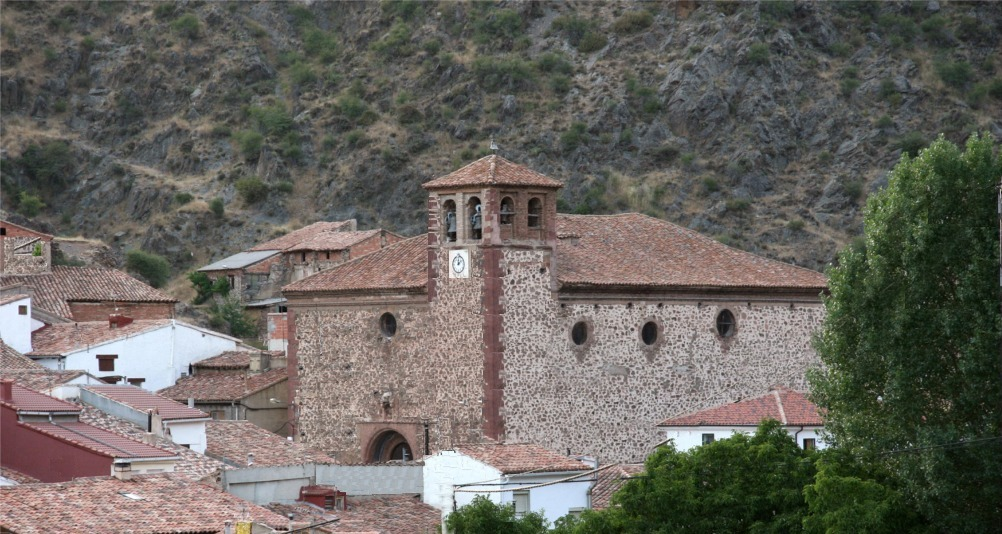
Церква Сан-Мігель-де-Ногера
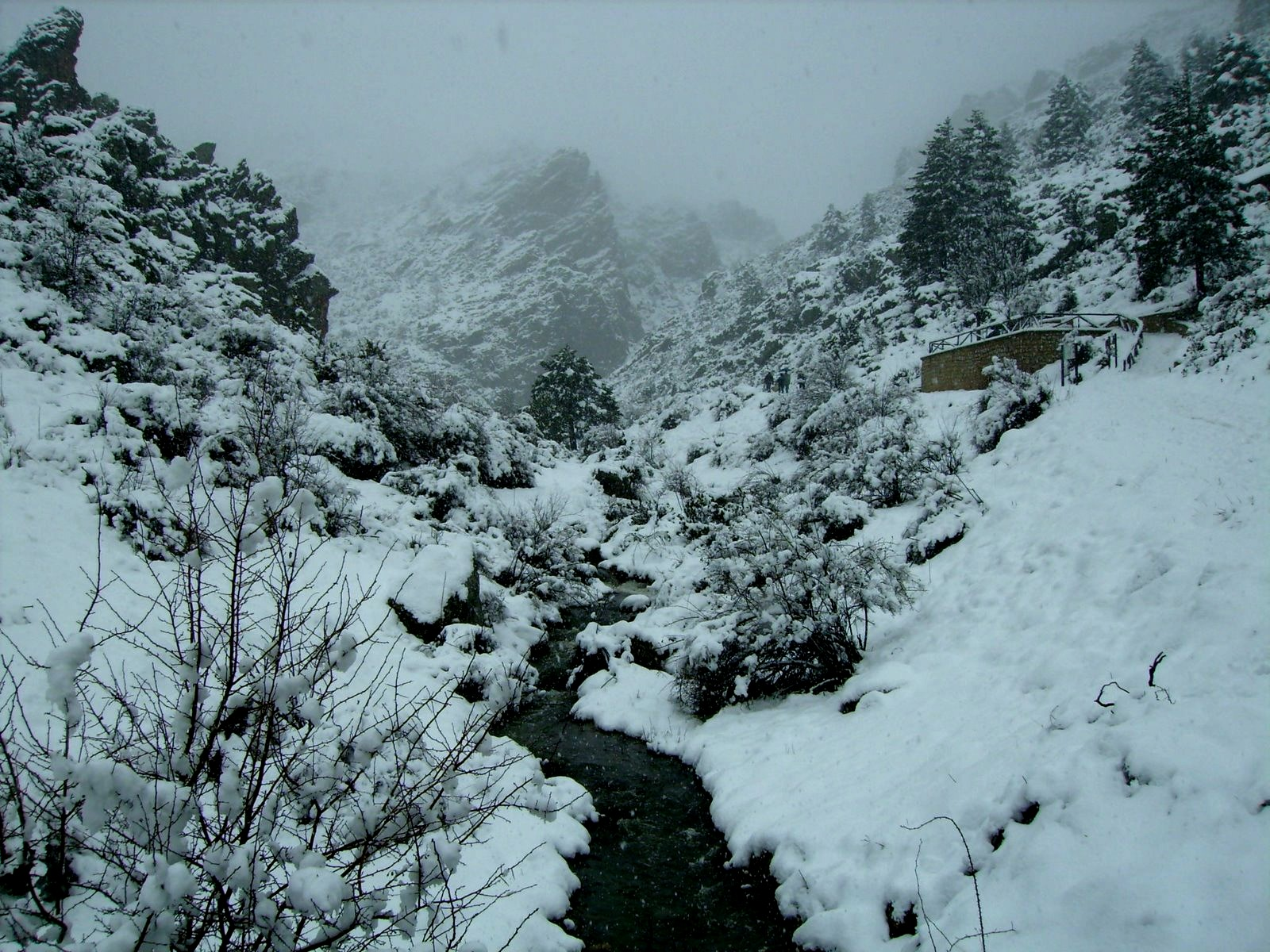
Річка Ногера
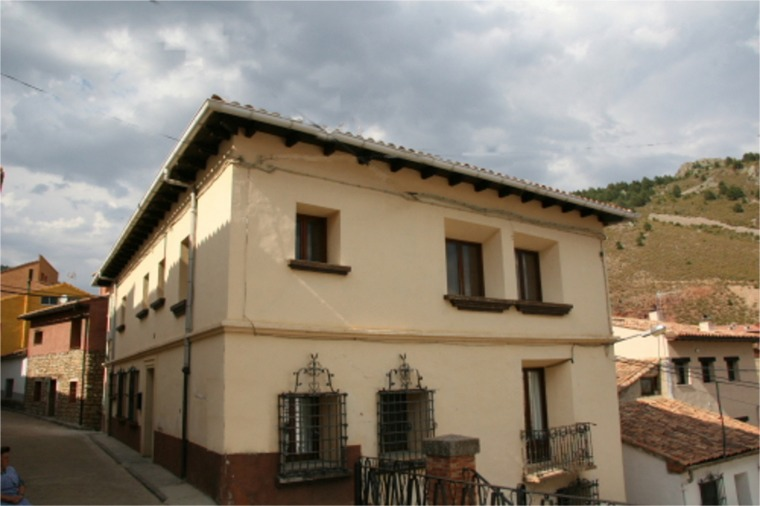
Ратуша